# Almir Guineto
Almir Guineto, nom de scène d'Almir de Souza Serra, né le 12 juillet 1946 à Rio de Janeiro et mort le 5 mai 2017 dans la même ville, est un sambiste et compositeur brésilien.

## Biographie
Almir de Souza Serra naît le 12 juillet 1946 à Rio de Janeiro.
Son père Iraci de Souza Serra est guitariste et membre du groupe Fina Flor do Samba ; sa mère Nair de Souza, connue sous le nom de Dona Fia, est couturière et l'une des principales figures des Acadêmicos do Salgueiro ; son frère Francisco de Souza Serra, connu sous le nom de Chiquinho, est l'un des fondateurs du groupe Os Originais do Samba.
Il est l'un des fondateurs du groupe Fundo de Quintal.
Almir Guineto meurt le 5 mai 2017 à Rio des suites de complications liées à des problèmes rénaux chroniques et au diabète.